# Urban Gaming
Der aus dem Englischen stammende Begriff des Urban Gaming bezeichnet Spiel, das im städtischen Raum stattfindet und bei dem diese Situierung eine wesentliche Rolle spielt. Urban Gaming ist damit eng verwandt mit dem sogenannten Location-based Game. Ein intendierter Effekt des Urban Gaming ist die Veränderung des Blickes auf die innerstädtische Umgebung, auf Plätze, Gebäude und Sehenswürdigkeiten. Im Zuge des Spielgeschehens erhält der Raum eine neue Funktion jenseits seiner alltäglichen Nutzung. Neben dem Aspekt der Räumlichkeit wird auch die Interaktion mit den dort anzutreffenden Menschen zur Herausforderung. Unbeteiligte Passanten können direkt oder nur in ihrer Rolle als Beobachter in das Spielgeschehen involviert werden.  Im Gegensatz zum herkömmlichen Spielfeld, dessen Aktionsradius nur für den Zeitraum des Spiels beansprucht wird, läuft das Urban Gaming in Einkaufshallen oder auf öffentlichen Plätzen parallel zum Alltagsgeschehen ab. Die Stadt soll den Spielern möglichst naturgetreu begegnen. Da die bespielten Räume nicht unmittelbar als Spielfelder ausgewiesen sind, vermischen sich „ernsthafte“ Handlungen der konventionellen Raumnutzung mit den Aufgaben der Teilnehmer.  Der außenstehende Betrachter ist dadurch aufgefordert, das Spielverhalten der tatsächlichen Akteure auszumachen. Dabei eröffnet die radikale Nebeneinanderstellung von konventionellen Tätigkeiten und verfremdeten Praktiken sowohl Spielern als auch Unbeteiligten neue Perspektiven auf das versteckte Potenzial des Raumes.

## Urban-Game-Festivals und Initiativen
- „Invisible Playground“ (Urban-Gaming-Initiative aus Berlin)[4]
- „Play: Vienna Urban Game Festival“ (Jährliches Urban-Games-Festival in Wien)[5]
- „playin' siegen“ (Internationales Urban-Games-Festival in Siegen)[6]
- „Save the Date – Internationales Street Games Festival” (Von “Invisible Playground” organisiertes Street-Game Festival aus dem Jahr 2011)[7]
- „Festival for Urban Play“ (Niederländisches Projekt aus Den Bosch zur Kombination von Urban-Gaming mit Stadtentwicklungsplanung)[8]
- „Come out and Play Festivals“ (Jährliche Street-Game-Festival-Reihe aus den USA, unter anderem New York und San Francisco)[9]